# Кенге
Кенге (фр. Kenge) — місто (територія) і адміністративний центр провінції Кванго, Демократична Республіка Конго.
У 2010 році населення міста за оцінками становило 42 884 людини. У місті є аеропорт.
Територія розділена на 4 райони і один округ, керований радою вождів:
- Округ, керований радою вождів
  - Північний Пеленде (Pelende-Nord)
- Район
  - Буканга-лонзу ( Bukanga-Lonzo )
  - Колокосо ( Kolokoso )
  - Луфуна ( Lufuna )
  - Мосамба ( Mosamba )